# Viktor (Bykov)
Viktor (světským jménem: Vladislav Olegovič Bykov; * 20. dubna 1983, Tambov) je ruský duchovní Ukrajinské pravoslavné církve Moskevského patriarchátu, arcibiskup arcyzský a vikář oděské eparchie.

## Život
Narodil se 20. dubna 1983 v Tambově.
Po střední škole nastoupil na Novou ekonomickou školu do oboru kuchař. Poté pracoval jako kuchař chustské eparchiální správy. Dne 5. září 2002 byl přijat mezi bratry Pantelejmonovského monastýru v Oděse. Následující rok byl metropolitou oděským Agafangelem (Savvinem) postřižen na monacha se jménem Viktor. Dne 8. ledna 2003 přijal svěcení na jerodiákona a 30. listopadu na jeromonacha.
Roku 2004 dokončil Oděský duchovní seminář. Byl jmenován pokladníkem a blagočinným Pantelejmonovského monastýru. Dne 1. května 2005 byl povýšen na igumena a další rok dokončil studium na fakultě historie Kyjevské univerzity. Roku 2006 byl povýšen na archimandritu.
Dne 24. ledna 2007 byl jmenován představeným Baltského Feodosijevského monastýru a 26. července katedrálního chrámu v Baltě, blagočinným chrámů Baltského okruhu. Dne 8. května 2008 byl převeden jako představený do Illinského monastýru.
Dne 16. září 2014 jej Svatý synod Ukrajinské pravoslavné církve zvolil biskupem arcyzským a vikářem oděské eparchie. Biskupská chirotonie proběhla 29. září 2014. Hlavním světitelem byl metropolita kyjevský a celé Ukrajiny Onufrij (Berezovskyj).
Dne 2. července 2019 byl jmenován představeným Uspenského monastýru a 29. září byl metropolitou Onufrijem povýšen na arcibiskupa.